# Bombe carbone
L'expression bombe à carbone (aussi dénommée bombe climatique, ou encore bombe carbone) désigne toute nouvelle extraction d'hydrocarbures du sous-sol terrestre.
Elle désigne également tout phénomène physique déclenché ou accéléré par le réchauffement climatique et contribuant lui-même à augmenter ce réchauffement via une boucle de rétroaction positive.
De telles « bombes » libèrent des quantités énormes de gaz à effet de serre, qui renforce la capacité de l'atmosphère à retenir la chaleur.

## Exploitation des hydrocarbures
En 2022, une étude montre qu'il existe 425 projets d'extraction de combustibles fossiles (charbon, pétrole et gaz) dont les émissions potentielles de CO2 sont supérieures à 1 milliard de tonnes au niveau mondial. Les émissions potentielles de ces projets dépassent de deux fois le budget carbone de 1,5 °C de l'Accord de Paris. Selon ces chercheurs, le désamorçage des bombes à carbone devrait être une priorité de la politique d'atténuation du changement climatique.
Selon cette même étude ainsi que les associations « Global Energy Monitor » et « Banking on Climate Chaos », entre 2016 et 2022, les principaux financeurs de ces bombes climatiques sont les banques américaines JPMorgan Chase, Citibank et Bank of America.
Une carte interactive permet de découvrir ces 425 bombes carbone et les entreprises concernées.
Entre 2020 et 2022, au moins vingt nouvelles « bombes climatiques » ont été mises en exploitation, révèle une enquête journalistique internationale,,. Dans cette enquête, le Français Total Energies est cité comme le deuxième groupe le plus responsable des mégagisements fossiles avec une présence au sein de 23 grands sites d'extraction d'hydrocarbures. En novembre 2023, le Chinois China Energy tient la tête de ce classement et le Saoudien Saudi Aramco complète le podium.
En Belgique, « bombe climatique » est élu « Mot de l'année 2023 » avec 20,8 % des voix dans le cadre d'un sondage organisé par Le Soir et la RTBF.

## Rétroactions climatiques positives
Le terme « bombe climatique » peut également se référer aux rétroactions climatiques positives : l'accélération du réchauffement climatique augmente les risques d'incendies de forêts, libérant ainsi du dioxyde de carbone supplémentaire, et accélère également la fonte du pergélisol qui contient de grandes quantités de méthane, ce qui accélère encore le réchauffement.